# 鈴木光司
鈴木 光司（すずき こうじ、1957年〈昭和32年〉5月13日 -）は、日本の小説家・エッセイスト。

## 略歴
静岡県浜松市出身。本名、鈴木 晃司。静岡県立浜松北高等学校、慶應義塾大学文学部仏文科卒業。大学卒業後は専業主夫の傍ら、自宅で学習塾を開き1人で全教科を教えながら小説を執筆する。
デビュー作の1990年の『楽園』は、1万年という時を超えた男女の愛を描く壮大なスケールの小説で、日本ファンタジーノベル大賞優秀賞を受賞した。翌年刊行した『リング』は横溝正史ミステリ大賞最終候補まで残り、映像化され、Jホラーブームの火付け役となった。その続編である『らせん』は1995年、第17回吉川英治文学新人賞を受賞した。
『リング』『らせん』は映画化されて大ヒットし、リングシリーズとして『リング2』、『リング0 バースデイ』が製作された。『リング』はのちに米国で『ザ・リング』としてリメイクされて話題となった（リメイクが決定した際、米国では鈴木光司を「日本のスティーブン・キング」と表して紹介された）。同じく『仄暗い水の底から』も映画化され、こちらも米国で『ダーク・ウォーター』としてリメイクされている。
2008年12月19日、『リング』シリーズ以来の長編サイエンス・ホラー『エッジ』を刊行した。2013年7月14日（現地時間）に『エッジ』がシャーリイ・ジャクスン賞（長編部門）を受賞。
体を鍛えるのが趣味。主夫として子育てを行い、エッセイは子育てを扱ったものが多い。
アメリカ映画などにみられるマッチョな父性像を「家族を守る、強い父」という男の生き方に接続し、「マッチョを突き詰めれば、必ずフェミニズムにゆきつく」と主張している。

## 作品

### 映像作品
テレビドラマ
- リング〜事故か!変死か!4つの命を奪う少女の怨念（1995年8月11日、フジテレビ）
- リング〜最終章〜（1999年1月7日 - 3月25日、フジテレビ）
- らせん（1999年7月1日 - 9月23日、フジテレビ）
- 鈴木光司 リアルホラー（2015年3月15日 - 3月29日、BSフジ）
- あの子が生まれる…（2020年7月18日 - 9月19日、FOD）原作、脚本
- OTHELLO（2022年7月25日 -、 朝日放送テレビ）原作、脚本

映画
- リング（1998年1月31日）
- らせん（1998年1月31日）
- リング2（1999年1月23日)
- リング・ウィルス  (1999年 韓国版, 2003年11月4日 東京国際映画祭上映)
- リング0 バースデイ（2000年1月22日）
- 仄暗い水の底から（2002年1月19日）
- 貞子3D（2012年5月12日）
- 貞子3D2（2013年8月30日）
- アイズ（2015年6月6日）
- 貞子（2019年5月24日）
- 貞子DX（2022年10月28日）

アメリカ映画
- ザ・リング（2002年）
- ザ・リング2（2005年）
- ダーク・ウォーター（2005年）
- ザ・リング/リバース (2017年)

英語訳
すべてGlynne Walley による
- ring (Robert B. RohmerとGlynne Walleyの共訳）
- Spiral（らせん） NY:　vertical/ （2004年）
- Loop （2006年）
- Birthday （2006年）

## 書籍

### 小説
『リング』シリーズ
- 『リング』（1991年、角川書店） - のち角川ホラー文庫
- 『らせん』（1995年、角川書店） - のち角川ホラー文庫
- 『ループ』（1998年、角川書店） -  のち角川ホラー文庫
- 『バースデイ』（1999年、角川書店） - のち角川ホラー文庫
- 『エス』（2012年、角川書店） - のち角川ホラー文庫
- 『タイド』（2013年、角川書店） - のち角川ホラー文庫

その他の小説
- 『楽園』（1990年、新潮社） - ファンタジーノベル大賞優秀賞受賞作。 - のち新潮文庫、角川文庫
- 『光射す海』（1993年、新潮社） - のち新潮文庫、角川文庫
- 『生と死の幻想』（1995年、幻冬舎） - のち幻冬舎文庫
- 『仄暗い水の底から』（1996年、角川書店） - のち角川ホラー文庫
- 『シーズ ザ デイ』（2001年、新潮社） - のち新潮文庫
- 『エール 愛を闘え、女と男』（2001年、徳間書店） - のち徳間文庫
- 『枝の折れた小さな樹』（2002年、新潮社） - 「サイレントリー」文庫
- 『神々のプロムナード』（2003年、講談社ノベルス） - のち講談社文庫
- 『アイズ』（2005年、新潮社） - のち新潮文庫、角川ホラー文庫
- 『エッジ』（2008年、角川書店） - のち文角川ホラー文庫
- 『ドロップ』（2009年、林製紙） - 小説を印刷したトイレットペーパーとして販売。約20万個を売り上げた[4]。
- 『鋼鉄の叫び』（2010年、角川書店） - のち角川文庫
- 『樹海』（2015年、文藝春秋） - のち文春文庫
- 『ブルーアウト』（2015年12月、小学館） - のち小学館文庫（エルトゥールル号事件が題材）

### エッセイ集など
- 『新しい歌をうたえ』（1997年、新潮社） - のち新潮文庫
- 『家族の絆』（1998年、PHP研究所） - のち角川文庫
- 『ママとパパに聞かせたい27の話』（1999年、海拓舎） - 「パパイズム」角川文庫
- 『現在（いま）を生きよう』（2000年、実業之日本社） - のち角川文庫
- 『涙』（2000年、海拓舎） - ほりうちけいこ絵。
- 『父性の誕生』（2000年、角川oneテーマ21）
- 『パパだからできる!』（2000年、新潮社） -  改題：鈴木光司と13人の父「父親業は愉快だ!」（新潮文庫）
- 『地球を走る-アメリカ横断オートバイ旅行記』（2001年、集英社）
- 『天才たちのDNA 才能の謎に迫る』（2001年、マガジンハウス） - 対談集 塩田久嗣監修
- 『その日をつかめ』（2004年、実業之日本社）
- 『なぜ勉強するのか?』（2006年、ソフトバンク新書）
- 『情緒から論理へ』（2009年、ソフトバンク新書）
- 『選択の時代　言葉を与えるために』（2011年、廣済堂新書）
- 『人間パワースポット 成功と幸せを"引き寄せる"生き方』（2013年、KADOKAWA）
- 『強い男を求めなさい、いなけりゃあなたが育てなさい!』（2015年、LUFTメディアコミュニケーション）
- 『海の怪』（2020年9月、集英社）

### 共編著
- 『作家ってどうよ?』花村萬月,姫野カオルコ,馳星周共著（2004年、角川文庫）
- 『月のものがたり 月の光がいざなうセンチメンタル&ノスタルジー』（2006年、ソフトバンククリエイティブ）
- 『知的思考力の本質』竹内薫共著（2009年、ソフトバンク新書）
- 『レオとノエ』アレックス・サンダー絵（2011年、講談社）
- 『夢で語るな日本のエネルギー 「新エネ礼賛」「さらば原発」の幻想』山本隆三共著（2012年、マネジメント社）
- 『野人力 オヤジが娘に伝える「生きる原理」』鈴木美里共著（2015年、小学館新書）

### 翻訳
- サイモン・ブレット『わるガキ日記 ボクはあぶない0歳児』（2000年、光文社）

### オーディオブック
- 『アイズ』（2007年、USEN・ことのは出版）
- 『リング』（2016年、Audible）
- 『らせん』（2016年、Audible）
- 『仄暗い水の底から』（2017年、Audible）
- 『ループ』（2017年、Audible）
- 『アイズ』（2017年、Audible）
- 『バースデイ』（2017年、Audible）
- 『光射す海』（2017年、Audible）
- 『エス』（2017年、Audible）
- 『楽園』（2017年、Audible）
- 『エッジ 上』（2017年、Audible）
- 『エッジ 下』（2017年、Audible）
- 『タイド』（2017年、Audible）
- 『鋼鉄の叫び』（2017年、Audible）

### アンソロジー
- 『水の妖怪』「浮遊する水」「夢の島クルーズ」（2001年4月、リブリオ出版）